# درنة (سردشت)
درنة (بالفارسية: درنه) هي قرية تقع في إيران في قسم سردشت الريفي.